# Ferenc Kállai
Ferenc Kállai, né Ferenc Krampner à Gyomaendrőd le 4 octobre 1925 et mort à Budapest le 11 juillet 2010 , est un acteur hongrois de théâtre, de cinéma et de télévision.

## Biographie
Il a été professeur à l'École supérieure d'art dramatique et cinématographique (Színház- és Filmművészeti Főiskola) de Budapest.

## Filmographie
Ferenc Kállai, qui est apparu dans 139 films, est principalement connu pour son rôle dans Le Témoin, film réalisé en 1969 par Péter Bacsó et sorti en 1979.
- 1970 : Une nuit de folie de Ferenc Kardos
- 1971 : Tiens-toi aux nuages (Держись за облака) de Péter Szász et Boris Grigoriev
- 1972 : Les Évasions célèbres, épisode L'enquête de l'inspecteur Lamb : Dobos
- 1975 : Où êtes-vous madame Déry ? (Déryné hol van?) de Gyula Maár
- 1976 : Hors jeu de Péter Szász
- 1985 : David, Thomas et les autres de László Szabó
- 2001 : Les Harmonies Werckmeister de Béla Tarr
- 2006 - Rokonok d'István Szabó

## Prix et honneurs
- Acteur de la Nation
- Lauréat du prix Kossuth